# Hargeysa
Hargeysa oder Hargeisa (Somali: Hargeysa; arabisch هرجيسا), übersetzt Klein-Harar, ist eine Stadt im Norden Somalias und gilt als Hauptstadt des seit 1991 de facto unabhängigen Somaliland. Sie hat zwischen etwa 500.000 und 800.000 Einwohner – manche Schätzungen gehen gar von über einer Million aus – und hat damit inzwischen mehr als doppelt so viele Einwohner wie der äthiopische Namensgeber Harar.
Die Stadt liegt in einem Tal im Nordwesten Somalias auf einer Höhe von ca. 1330 Metern. Sie ist auch Hauptstadt der Region Woqooyi Galbeed bzw. (nach somaliländischer Gliederung) Hargeysa. Bei Hargeysa liegen die Naasa-Hablood-Hügel und die Höhlen von Laas Geel, welche Höhlenmalereien enthalten.

## Geschichte
Hargeysa ging wahrscheinlich aus einer Siedlung des Qadiriyya-Sufiordens hervor. Der Name ist womöglich vom Spitznamen Harär as-ṣaġīr („das kleine Harar“) abgeleitet. Der britische Kolonialoffizier Harald Swayne, der Hargeysa Ende des 19. Jahrhunderts besuchte, beschrieb die Erfolge, die mit dem Anbau von Sorghum erzielt worden waren. 1870 wurde der Ort von ägyptischen Truppen besetzt, die 1884 das nördliche Somalia verließen.
In der Zeit des Protektorats Britisch-Somaliland stieg Hargeysa zum größeren Ort und Handelszentrum auf. Anfang des 20. Jahrhunderts wurde es im Krieg zwischen der Kolonialmacht und Mohammed Abdullah Hassan in Mitleidenschaft gezogen. 1941 löste es die Hafenstadt Berbera als Hauptstadt von Britisch-Somaliland ab.
Als Britisch-Somaliland 1960 unabhängig wurde und sich mit Italienisch-Somaliland zu Somalia mit Mogadischu als Hauptstadt verband, sank die Bedeutung von Hargeysa, es blieb jedoch zweitgrößte Stadt des Landes. Die Einwohnerzahl wurde in den 1980er Jahren auf 70.000 geschätzt. Im Ogadenkrieg 1977/78 diente Hargeysa als Logistikzentrum und Hauptquartier für militärische Operationen.
Im Bürgerkrieg wurde Hargeysa 1988 vom somalischen Militär durch ein schweres Bombardement weitgehend zerstört, um die Rebellen der Somalischen Nationalen Bewegung zu bekämpfen. Zum Gedenken an den Angriff wurde in der Stadt ein Kriegsdenkmal in Form einer MiG errichtet.
Nach der Unabhängigkeitserklärung Somalilands wurde 1991 mit dem Wiederaufbau der Stadt begonnen. Heute ist sie fortschrittlicher und möglicherweise bevölkerungsreicher als die Landeshauptstadt Mogadischu und nach Berbera der zweitwichtigste Wirtschaftsstandort Somalilands. Der Wiederaufbau wurde zum Großteil von im Ausland lebenden Somaliern finanziert, da offizielle Spenden nur sehr spärlich nach Somaliland flossen.
Bevölkerungsentwicklung der Agglomeration laut UN
| Jahr | Einwohnerzahl |
| ---- | ------------- |
| 1950 | 32.000        |
| 1960 | 52.000        |
| 1970 | 84.000        |
| 1980 | 136.000       |
| 1990 | 224.000       |
| 2000 | 368.000       |
| 2010 | 607.000       |
| 2017 | 861.000       |

## Infrastruktur

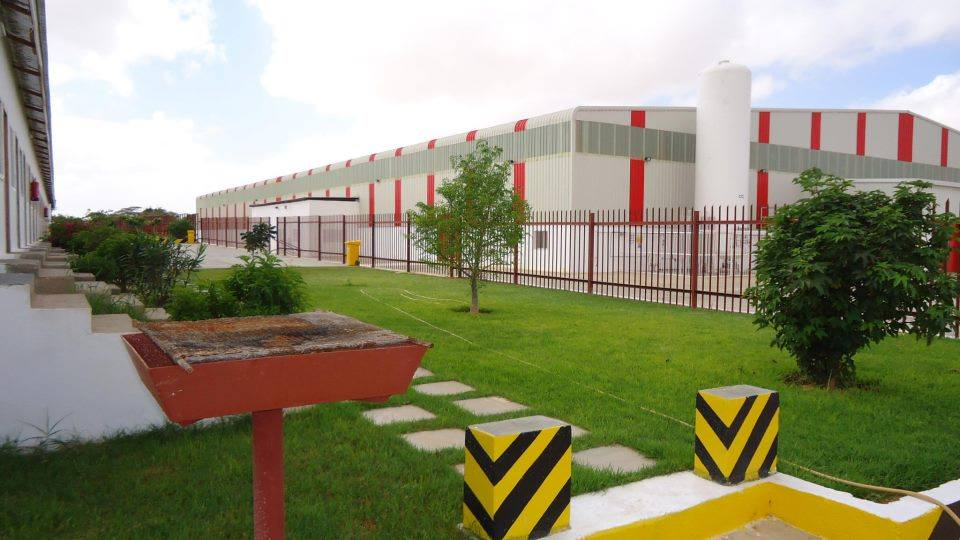
Getränkefabrik

Die Stadt verfügt über einen internationalen Flughafen, von dem Flüge nach Addis Abeba, Dschibuti und Dubai möglich sind. Eine Straße, die mit Unterstützung der EU ausgebessert wurde, verbindet Hargeysa mit dem Hafen Berbera im Norden und mit Jijiga in Äthiopien. Eine weitere Verbindung verläuft nach Burao.

## Persönlichkeiten
- Edna Adan Ismail (* 1937), Politikerin und Frauenrechtsaktivistin
- Muse Bihi Abdi (* 1948), Politiker
- Abdirahman Mohamed Abdullahi (* 1956), Politiker und Diplomat
- Nadifa Mohamed (* 1981), Schriftstellerin

## Klimatabelle
|                       | Jan  | Feb  | Mär  | Apr  | Mai  | Jun  | Jul  | Aug  | Sep  | Okt  | Nov  | Dez  |   |      |
| Mittl. Tagesmax. (°C) | 24,5 | 26,4 | 28,9 | 29,5 | 30,6 | 30,9 | 29,5 | 29,4 | 30,1 | 28,3 | 25,5 | 24,0 | ⌀ | 28,1 |
| Mittl. Tagesmin. (°C) | 11,2 | 12,0 | 14,6 | 16,1 | 17,2 | 17,0 | 16,7 | 16,7 | 16,9 | 14,7 | 12,6 | 11,6 | ⌀ | 14,8 |
|                       |      |      |      |      |      |      |      |      |      |      |      |      |   |      |
| Niederschlag (mm)     | 2    | 2    | 36   | 53   | 49   | 61   | 38   | 81   | 61   | 20   | 8    | 1    | Σ | 412  |
|                       |      |      |      |      |      |      |      |      |      |      |      |      |   |      |
| Regentage (d)         | 0    | 0    | 2    | 4    | 6    | 8    | 5    | 9    | 8    | 3    | 1    | 0    | Σ | 46   |
|                       |      |      |      |      |      |      |      |      |      |      |      |      |   |      |
| Luftfeuchtigkeit (%)  | 64   | 59   | 56   | 56   | 56   | 54   | 56   | 55   | 54   | 52   | 58   | 65   | ⌀ | 57,1 |

| 11,2 |

| 12,0 |

| 14,6 |

| 16,1 |

| 17,2 |

| 17,0 |

| 16,7 |

| 16,7 |

| 16,9 |

| 14,7 |

| 12,6 |

| 11,6 |

| 11,2 |

| 12,0 |

| 14,6 |

| 16,1 |

| 17,2 |

| 17,0 |

| 16,7 |

| 16,7 |

| 16,9 |

| 14,7 |

| 12,6 |

| 11,6 |